# Adauto Santos
Adauto Antônio dos Santos (Bernardino de Campos, São Paulo, 22 de abril de 1940 — São Paulo, 22 de fevereiro de 1999) foi um talentoso músico brasileiro, reconhecido por sua contribuição à música caipira. Além de cantor e compositor, Adauto destacou-se como violonista e violeiro, sendo considerado um dos grandes solistas da música caipira brasileira.

## Carreira
Adauto Santos introduziu a viola caipira em suas interpretações, mesclando a Música Popular Brasileira (MPB) com a música caipira, o que lhe rendeu grande reconhecimento no cenário musical. Durante anos, apresentou-se no Jogral, um famoso bar de São Paulo, onde conquistou o público com seu repertório diversificado, que incluía obras de compositores como João Pacífico, Milton Nascimento, Mário Lago e Rolando Boldrin, além de suas próprias composições.
Seus primeiros sucessos surgiram em 1963, com as canções "Não Me Esquecerei de Ti" (um bolero) e "Deita em Meus Braços" (um rasqueado), gravadas pelo grupo "Os Amantes do Luar". Ao longo de sua carreira, Adauto participou da trilha sonora do filme "Cabocla Tereza" (1980) e, em 1992, compôs e interpretou a canção "Juca", em parceria com João Pacífico. Seu maior sucesso, no entanto, foi a toada "Triste Berrante", gravada pela dupla Pena Branca e Xavantinho.
Adauto Santos também fez várias aparições no programa "Som Brasil", apresentado por Rolando Boldrin, o que ajudou a projetar seu nome nacionalmente. Em 1997, lançou o álbum "Tocador de vida e viola", indicado ao Prêmio Sharp de Música Regional. Entre as faixas destacam-se "Triste Berrante", "Vide Vida Marvada" e "Chuá Chuá".

## Vida Pessoal e Legado
Nascido em Bernardino de Campos, Adauto cresceu em Londrina, Paraná, onde iniciou sua carreira artística ao lado de sua irmã, formando o "Duo Havaí". Em 1962, mudou-se para São Paulo, onde passou a se apresentar em bares e casas noturnas. Segundo o próprio Adauto, seu trabalho era "sempre muito artesanal, com muito suor e pouco reconhecimento". Apesar disso, ele foi pioneiro ao levar a viola para os bares paulistanos na década de 1960 e colaborou com nomes importantes da música brasileira, como João Pacífico, com quem compôs canções como "Vontade de Voltar" e "Homenagem da Montanha".
Mesmo após sua morte em 1999, Adauto Santos continua a ser reverenciado como uma das grandes vozes e talentos da música caipira, deixando um legado que segue inspirando novos artistas no Brasil.

## Discografia
Adauto deixou álbuns gravados: 
- Nau Cararineta (Discos Marcus Pereira, 1974)
- Triste Berrante (Arlequim, 1978)
- Pra Vosmecê (brinde de Natal da Cooperativa dos Agricultores da Região de Orlândia Ltda. (CAROL), 1980)
- Tocador de Vida e de Viola (CPC-UMES, 1997)
- Varanda Sertaneja (Movieplay, 1998)